# فرودگاه منطقه‌ای ماونت پلزنت (میشیگان)
فرودگاه منطقه‌ای ماونت پلزنت (میشیگان) (به انگلیسی: Mount Pleasant Municipal Airport (Michigan)) یک فرودگاه همگانی بهره‌برداری هوایی با کد یاتا MOP است که یک باند فرود آسفالت دارد و طول باند آن ۱۵۲۴ متر است. این فرودگاه در کشور ایالات متحده آمریکا قرار دارد و در ارتفاع ۲۳۰ متری از سطح دریا واقع شده‌است.